# Oscar för bästa manus efter förlaga
Detta är en lista över filmer som belönats med det amerikanska filmpriset Oscar för bästa manus som är en adaption (bearbetning) av tidigare utgivet material (ofta en roman, pjäs eller dylikt men ibland även en annan film). Uppföljare räknas enligt reglerna som adaptioner eftersom de baserar sig på den tidigare filmen. Oscar för bästa originalmanus är ett liknande pris som delas ut för manus som inte är adaptioner.

## Vinnare och nominerade
Vinnare presenteras överst i fetstil och gul färg, och övriga nominerade följer efter.

### 1920-talet
| År                          | Film               | Manusförfattare                                                                                            | Förlaga                                          |
| 1927/28 (1:a)               |                    | |                                                  |
| --------------------------- | ------------------ | --- | ------------------------------------------------ |
| 1927/28 (1:a)               | I sjunde himlen    | Benjamin Glazer                                                                                            | Pjäsen Seventh Heaven av Austin Strong           |
| 1927/28 (1:a)               | Jazzsångaren       | Anthony Coldeway                                                                                           | Pjäsen The Day of Atonement av Samson Raphaelson |
| 1927/28 (1:a)               | Romantik           | Alfred A. Cohn                                                                                             | Pjäsen Glorious Betsy av Rida Johnson Young      |
| 1928/29 (2:a)               |                    | |                                                  |
| Patrioten                   | Hanns Kräly        | Ashley Dukes version av pjäsen Der Patriot av Alfred Neumann Berättelsen "Paul I" av Dmitrij Merezjkovskij |                                                  |
| Gröna hatten                | Bess Meredyth      | Romanen The Green Hat av Michael Arlen                                                                     |                                                  |
| In Old Arizona              | Tom Barry          | Berättelsen "The Caballero's Way" av O. Henry                                                              |                                                  |
| Kvinnomakt                  | Bess Meredyth      | Romanen Die Frau des Steffen Tromholt av Hermann Sudermann                                                 |                                                  |
| Med polisen i hälarna       | Elliott J. Clawson | – (Original)                                                                                               |                                                  |
| Mrs. Cheyneys sista bedrift | Hanns Kräly        | Pjäsen The Last of Mrs. Cheyney av Frederick Lonsdale                                                      |                                                  |
| Our Dancing Daughters       | Josephine Lovett   | – (Original)                                                                                               |                                                  |
| Sal of Singapore            | Elliott J. Clawson | Berättelsen "The Sentimentalists" av Dale Collins                                                          |                                                  |
| Scyscraper                  | Elliott J. Clawson | En berättelse av Dudley Murphy                                                                             |                                                  |
| Tillbaka till livet         | Elliott J. Clawson | – (Original)                                                                                               |                                                  |
| The Valiant                 | Tom Barry          | Pjäsen The Valiant av Halworthy Hall och Robert Middlemass                                                 |                                                  |

### 1930-talet
| År                               | Film                                                                                         | Manusförfattare                                                                   | Förlaga                                                   |
| 1929/30 (3:e)                    |                                                                                              |                                                                                   |                                                           |
| -------------------------------- | -------------------------------------------------------------------------------------------- | --------------------------------------------------------------------------------- | --------------------------------------------------------- |
| 1929/30 (3:e)                    | The Big House                                                                                | Frances Marion                                                                    | – (Original)                                              |
| 1929/30 (3:e)                    | Brottets gata                                                                                | Howard Estabrook                                                                  | En berättelse av Oliver H. P. Garrett                     |
| 1929/30 (3:e)                    | Disraeli                                                                                     | Julien Josephson                                                                  | Pjäsen Disraeli av Louis N. Parker                        |
| 1929/30 (3:e)                    | Mannens moral - och kvinnans                                                                 | John Meehan                                                                       | Romanen Ex-Wife av Ursula Parrott                         |
| 1929/30 (3:e)                    | På västfronten intet nytt                                                                    | Maxwell Anderson, George Abbott och Del Andrews                                   | Romanen På västfronten intet nytt av Erich Maria Remarque |
| 1930/31 (4:e)                    |                                                                                              |                                                                                   |                                                           |
| Cimarron                         | Howard Estabrook                                                                             | Romanen Cimarron av Edna Ferber                                                   |                                                           |
| De dömdas lag                    | Seton I. Miller och Fred Niblo Jr.                                                           | Pjäsen The Criminal Code av Martin Flavin                                         |                                                           |
| Holiday                          | Horace Jackson                                                                               | Pjäsen Holiday av Philip Barry                                                    |                                                           |
| Little Caesar                    | Francis Edward Faragoh och Robert N. Lee                                                     | Romanen Little Caesar av William R. Burnett                                       |                                                           |
| Pappas pojke på äventyr          | Joseph L. Mankiewicz och Sam Mintz                                                           | Serien Skippy av Percy Crosby                                                     |                                                           |
| 1931/32 (5:e)                    |                                                                                              |                                                                                   |                                                           |
| En dålig flicka?                 | Edwin J. Burke                                                                               | Romanen Bad Girl av Viña Delmar Pjäsen Bad Girl av Viña Delmar                    |                                                           |
| Arrowsmith                       | Sidney Howard                                                                                | Romanen Arrowsmith av Sinclair Lewis                                              |                                                           |
| Dr. Jekyll and Mr. Hyde          | Percy Heath och Samuel Hoffenstein                                                           | Romanen Dr. Jekyll och Mr. Hyde av Robert Louis Stevenson                         |                                                           |
| 1932/33 (6:e)                    |                                                                                              |                                                                                   |                                                           |
| Unga kvinnor                     | Victor Heerman och Sarah Y. Mason                                                            | Romanen Little Women av Louisa May Alcott                                         |                                                           |
| Lady för en dag                  | Robert Riskin                                                                                | Berättelsen "Madame la Gimp" av Damon Runyon                                      |                                                           |
| Lyckans karusell                 | Paul Green och Sonya Levien                                                                  | Romanen State Fair av Phil Stong                                                  |                                                           |
| 1934 (7:e)                       |                                                                                              |                                                                                   |                                                           |
| Det hände en natt                | Robert Riskin                                                                                | Berättelsen "Night Bus" av Samuel Hopkins Adams                                   |                                                           |
| Den gäckande skuggan             | Albert Hackett och Frances Goodrich                                                          | Romanen The Thin Man av Dashiell Hammett                                          |                                                           |
| Viva Villa!                      | Ben Hecht                                                                                    | Boken Viva Villa! av Edgecumb Pinchon och O. B. Stade                             |                                                           |
| 1935 (8:e)                       |                                                                                              |                                                                                   |                                                           |
| Angivaren                        | Dudley Nichols (Avböjde)                                                                     | Romanen The Informer av Liam O'Flaherty                                           |                                                           |
| En bengalisk lansiär             | Waldemar Young, John L. Balderston, Achmed Abdullah, Grover Jones och William Slavens McNutt | Romanen The Lives of a Bengal Lancer av Francis Yeats-Brown                       |                                                           |
| Kapten Blod (Inskriven kandidat) | Casey Robinson                                                                               | Romanen Captain Blood av Rafael Sabatini                                          |                                                           |
| Myteri                           | Talbot Jennings, Jules Furthman och Carey Wilson                                             | Romanen Myteriet på Bounty av Charles Nordhoff och James Norman Hall              |                                                           |
| 1936 (9:e)                       |                                                                                              |                                                                                   |                                                           |
| Louis Pasteur                    | Pierre Collings och Sheridan Gibney                                                          | – (original)                                                                      |                                                           |
| Efter den gäckande skuggan       | Frances Goodrich och Albert Hackett                                                          | En berättelse av Dashiell Hammett                                                 |                                                           |
| En gentleman kommer till stan    | Robert Riskin                                                                                | Berättelsen "Opera Hat" av Clarence Budington Kelland                             |                                                           |
| Godfrey ordnar allt              | Morrie Ryskind och Eric Hatch                                                                | Berättelsen "1101 Park Avenue" av Eric Hatch                                      |                                                           |
| Varför byta männen hustru?       | Sidney Howard                                                                                | Pjäsen Dodsworth av Sidney Howard, baserad på romanen Dodsworth av Sinclair Lewis |                                                           |
| 1937 (10:e)                      |                                                                                              |                                                                                   |                                                           |
| Emile Zolas liv                  | Heinz Herald, Geza Herczeg och Norman Reilly Raine                                           | Boken Zola and His Time av Matthew Josephson                                      |                                                           |
| Förbjuden ingång                 | Morrie Ryskind och Anthony Veiller                                                           | Pjäsen Stage Door av Edna Ferber och George S. Kaufman                            |                                                           |
| Havets hjältar                   | Marc Connelly, John Lee Mahin och Dale Van Every                                             | Romanen Captains Courageous av Rudyard Kipling                                    |                                                           |
| Min fru har en fästman           | Viña Delmar                                                                                  | Pjäsen The Awful Truth av Arthur Richman                                          |                                                           |
| Skandal i Hollywood              | Dorothy Parker, Alan Campbell och Robert Carson                                              | En berättelse av William A. Wellman och Robert Carson                             |                                                           |
| 1938 (11:e)                      |                                                                                              |                                                                                   |                                                           |
| Pygmalion                        | Ian Dalrymple, Cecil Lewis, W. P. Lipscomb och George Bernard Shaw                           | Pjäsen Pygmalion av George Bernard Shaw                                           |                                                           |
| Citadellet                       | Ian Dalrymple, Frank Wead och Elizabeth Hill                                                 | Romanen The Citadel av A.J. Cronin                                                |                                                           |
| Fyra döttrar                     | Lenore J. Coffee och Julius J. Epstein                                                       | Den korta berättelsen "Sister Act" av Fannie Hurst                                |                                                           |
| Han som tänkte med hjärtat       | John Meehan och Dore Schary                                                                  | En berättelse av Dore Schary och Eleanore Griffin                                 |                                                           |
| Komedin om oss människor         | Robert Riskin                                                                                | Pjäsen You Can't Take It with You av George S. Kaufman och Moss Hart              |                                                           |
| 1939 (12:e)                      |                                                                                              |                                                                                   |                                                           |
| Borta med vinden                 | Sidney Howard (Postum vinst)                                                                 | Romanen Borta med vinden av Margaret Mitchell                                     |                                                           |
| Adjö, Mr. Chips                  | R. C. Sherriff, Claudine West och Eric Maschwitz                                             | Romanen Goodbye, Mr. Chips av James Hilton                                        |                                                           |
| Mr Smith i Washington            | Sidney Buchman                                                                               | En berättelse av Lewis R. Foster                                                  |                                                           |
| Ninotchka                        | Charles Brackett, Billy Wilder och Walter Reisch                                             | En berättelse av Melchior Lengyel                                                 |                                                           |
| Svindlande höjder                | Charles MacArthur och Ben Hecht                                                              | Romanen Svindlande höjder av Emily Brontë                                         |                                                           |

### 1940-talet
| År                                    | Film                                                              | Manusförfattare                                                    | Förlaga |
| 1940 (13:e)                           |                                                                   |                                                                    | |
| ------------------------------------- | ----------------------------------------------------------------- | ------------------------------------------------------------------ | --- |
| 1940 (13:e)                           | En skön historia                                                  | Donald Ogden Stewart                                               | Pjäsen The Philadelphia Story av Philip Barry                                                                         |
| 1940 (13:e)                           | Den långa resan hem                                               | Dudley Nichols                                                     | Kortpjäserna The Moon of the Caribees, In the Zone, Bound East for Cardiff och The Long Voyage Home av Eugene O'Neill |
| 1940 (13:e)                           | Kitty Foyle – ung modern kvinna                                   | Dalton Trumbo                                                      | Romanen Kitty Foyle av Christopher Morley                                                                             |
| 1940 (13:e)                           | Rebecca                                                           | Robert E. Sherwood och Joan Harrison                               | Romanen Rebecca av Daphne du Maurier                                                                                  |
| 1940 (13:e)                           | Vredens druvor                                                    | Nunnally Johnson                                                   | Romanen Vredens druvor av John Steinbeck                                                                              |
| 1941 (14:e)                           |                                                                   |                                                                    | |
| Min ande på villovägar                | Sidney Buchman och Seton I. Miller                                | Pjäsen Heaven Can Wait av Harry Segall                             | |
| Jag minns min gröna dal               | Philip Dunne                                                      | Romanen Jag minns min gröna dal av Richard Llewellyn               | |
| Kvinnan utan nåd                      | Lillian Hellman                                                   | Romanen The Little Foxes av Lillian Hellman                        | |
| Natten är så kort...                  | Charles Brackett och Billy Wilder                                 | Berättelsen "Memo to a Movie Producer" av Ketti Frings             | |
| Riddarfalken från Malta               | John Huston                                                       | Romanen Riddarfalken från Malta av Dashiell Hammett                | |
| 1942 (15:e)                           |                                                                   |                                                                    | |
| Mrs. Miniver                          | George Froeschel, James Hilton, Claudine West och Arthur Wimperis | Karaktären Mrs. Miniver, från tidningskolumnerna av Jan Struther   | |
| 49:e breddgraden                      | Rodney Ackland och Emeric Pressburger                             | En berättelse av Emeric Pressburger                                | |
| Bragdernas man                        | Herman J. Mankiewicz och Jo Swerling                              | En berättelse av Paul Gallico                                      | |
| Han kom om natten                     | Sidney Buchman och Irwin Shaw                                     | En berättelse av Sidney Harmon                                     | |
| Slumpens skördar                      | George Froeschel, Claudine West och Arthur Wimperis               | Romanen Slumpens skördar av James Hilton                           | |
| 1943 (16:e)                           |                                                                   |                                                                    | |
| Casablanca                            | Philip G. Epstein, Julius J. Epstein och Howard Koch              | Pjäsen Everybody Comes to Rick's av Murray Burnett och Joan Alison | |
| En dag skall komma                    | Dashiell Hammett                                                  | Pjäsen Watch on the Rhine av Lillian Hellman                       | |
| Leve äktenskapet                      | Nunnally Johnson                                                  | Romanen Levande begraven av Arnold Bennett                         | |
| Sången om Bernadette                  | George Seaton                                                     | Romanen The Song of Bernadette av Franz Werfel                     | |
| Ungkarlsfällan                        | Richard Flournoy, Lewis R. Foster, Frank Ross och Robert Russell  | En berättelse av Frank Ross och Robert Russell                     | |
| 1944 (17:e)                           |                                                                   |                                                                    | |
| Vandra min väg                        | Frank Butler och Frank Cavett                                     | En berättelse av Leo McCarey                                       | |
| Gasljus                               | John Van Druten, Walter Reisch och John L. Balderston             | Pjäsen Angel Street av Patrick Hamilton                            | |
| Kvinna utan samvete                   | Billy Wilder och Raymond Chandler                                 | Romanen Double Indemnity in Three of a Kind av James M. Cain       | |
| Laura                                 | Jay Dratler, Samuel Hoffenstein och Betty Reinhardt               | Romanen Laura av Vera Caspary                                      | |
| Vi mötas i St. Louis                  | Irving Brecher och Fred F. Finklehoffe                            | Romanen Meet Me in St. Louis av Sally Benson                       | |
| 1945 (18:e)                           |                                                                   |                                                                    | |
| Förspillda dagar                      | Charles Brackett och Billy Wilder                                 | Romanen Förspillda dagar av Charles R. Jackson                     | |
| Det växte ett träd i Brooklyn         | Frank Davis och Tess Slesinger (postumt)                          | Romanen Det växte ett träd i Brooklyn av Betty Smith               | |
| Krigskorrespondenten                  | Leopold Atlas, Guy Endore och Philip Stevenson                    | Böckerna Brave Men och Here Is Your War av Ernie Pyle              | |
| Mildred Pierce – en amerikansk kvinna | Ranald MacDougall                                                 | Romanen Mildred Pierce av James M. Cain                            | |
| Vägen mot ljuset                      | Albert Maltz                                                      | Boken Al Schmid, Marine av Roger Butterfield                       | |
| 1946 (19:e)                           |                                                                   |                                                                    | |
| De bästa åren                         | Robert E. Sherwood                                                | Romanen Glory for Me av MacKinlay Kantor                           | |
| Anna och kungen av Siam               | Sally Benson och Talbot Jennings                                  | Romanen Anna and the King of Siam av Margaret Landon               | |
| Hämnarna                              | Anthony Veiller                                                   | Novellen "The Killers" av Ernest Hemingway                         | |
| Kort möte                             | Anthony Havelock-Allan, David Lean och Ronald Neame               | Pjäsen Still Life av Noël Coward                                   | |
| Rom – öppen stad                      | Sergio Amidei och Federico Fellini                                | En berättelse av Sergio Amidei och Alberto Consiglio               | |
| 1947 (20:e)                           |                                                                   |                                                                    | |
| Det hände i New York                  | George Seaton                                                     | En berättelse av Valentine Davies                                  | |
| Bumerang                              | Sally Benson och Talbot Jennings                                  | Artikeln Reader's Digest av Anthony Abbot                          | |
| Hämnden är rättvis                    | John Paxton                                                       | Romanen The Brick Foxhole av Richard Brooks                        | |
| Lysande utsikter                      | David Lean, Ronald Neame och Anthony Havelock-Allan               | Romanen Lysande utsikter av Charles Dickens                        | |
| Tyst överenskommelse                  | Moss Hart                                                         | Romanen Tyst överenskommelse av Laura Z. Hobson                    | |
| 1948 (21:a)                           |                                                                   |                                                                    | |
| Sierra Madres skatt                   | John Huston                                                       | Romanen Sierra Madres skatt av B. Traven                           | |
| Det dagas                             | Richard Schweizer och David Wechsler                              | – (original)                                                       | |
| Det hände i Berlin                    | Charles Brackett, Billy Wilder och Richard L. Breen               | En berättelse av David Shaw                                        | |
| Ormgropen                             | Frank Partos och Millen Brand                                     | Romanen The Snake Pit av Mary Jane Ward                            | |
| Våld i mörker                         | Irma von Cube och Allen Vincent                                   | Pjäsen Johnny Belinda av Elmer Blaney Harris                       | |
| 1949 (22:a)                           |                                                                   |                                                                    | |
| Min man – eller din?                  | Joseph L. Mankiewicz                                              | Romanen Letter to Five Wives av John Klempner                      | |
| Alla kungens män                      | Robert Rossen                                                     | Romanen Alla kungens män av Robert Penn Warren                     | |
| Champion                              | Carl Foreman                                                      | Novellen "Champion" av Ring Lardner                                | |
| Cykeltjuven                           | Cesare Zavattini                                                  | Romanen Bicycle Thief av Luigi Bartolini                           | |
| Ögonvittnet                           | Graham Greene                                                     | Novellen "The Basement Room" av Graham Greene                      | |

### 1950-talet
| År                           | Film                                                                                                   | Manusförfattare | Förlaga                                        |
| 1950 (23:e)                  | | |                                                |
| ---------------------------- | --- | --- | ---------------------------------------------- |
| 1950 (23:e)                  | Allt om Eva                                                                                            | Joseph L. Mankiewicz | Novellen "The Wisdom of Eve" av Mary Orr       |
| 1950 (23:e)                  | Brudens fader                                                                                          | Frances Goodrich och Albert Hackett                                                                                            | Romanen Father of the Bride av Edward Streeter |
| 1950 (23:e)                  | Den brutna pilen                                                                                       | Albert Maltz (krediterat: Michael Blankfort)                                                                                   | Romanen Blood Brother av Elliott Arnold        |
| 1950 (23:e)                  | Född i går                                                                                             | Albert Mannheimer | Pjäsen Född i går av Garson Kanin              |
| 1950 (23:e)                  | I asfaltens djungel                                                                                    | Ben Maddow och John Huston | Romanen The Asphalt Jungle av W.R. Burnett     |
| 1951 (24:e)                  | | |                                                |
| En plats i solen             | Harry Brown och Michael Wilson                                                                         | Romanen En amerikansk tragedi av Theodore Dreiser Pjäsen An American Tragedy av Patrick Kearney                                |                                                |
| Afrikas drottning            | James Agee och John Huston                                                                             | Romanen The African Queen av C.S. Forester                                                                                     |                                                |
| Kärlekens hus                | Jacques Natanson och Max Ophüls                                                                        | Pjäsen Reigen av Arthur Schnitzler                                                                                             |                                                |
| Linje Lusta                  | Tennessee Williams                                                                                     | Pjäsen Linje Lusta av Tennessee Williams                                                                                       |                                                |
| Polisstation 21              | Robert Wyler och Philip Yordan                                                                         | Pjäsen Detective Story av Sidney Kingsley                                                                                      |                                                |
| 1952 (25:e)                  | | |                                                |
| Illusionernas stad           | Charles Schnee                                                                                         | Berättelsen "Tribute to a Badman" av George Bradshaw                                                                           |                                                |
| Affären Cicero               | Michael Wilson                                                                                         | Romanen Operation Cicero av Ludwig Carl Moyzisch                                                                               |                                                |
| Hans vilda fru               | Frank S. Nugent                                                                                        | Berättelsen "Green Rushes" av Maurice Walsh                                                                                    |                                                |
| Mannen i vita kostymen       | John Dighton, Roger MacDougall och Alexander Mackendrick                                               | Pjäsen The Man in the White Suit av Roger MacDougall                                                                           |                                                |
| Sheriffen                    | Carl Foreman                                                                                           | Berättelsen "The Tin Star" av John W. Cunningham                                                                               |                                                |
| 1953 (26:e)                  | | |                                                |
| Härifrån till evigheten      | Daniel Taradash                                                                                        | Romanen Härifrån till evigheten av James Jones                                                                                 |                                                |
| Det grymma havet             | Eric Ambler                                                                                            | Romanen Det grymma havet av Nicholas Monsarrat                                                                                 |                                                |
| Lili                         | Helen Deutsch                                                                                          | Berättelsen "Love of Seven Dolls" av Paul Gallico                                                                              |                                                |
| Mannen från vidderna         | A. B. Guthrie Jr.                                                                                      | Romanen Shane av Jack Schaefer                                                                                                 |                                                |
| Prinsessa på vift            | Ian McLellan Hunter och John Dighton                                                                   | En berättelse av Dalton Trumbo (krediterat: Ian McLellan Hunter)                                                               |                                                |
| 1954 (27:e)                  | | |                                                |
| Mannen du gav mig            | George Seaton                                                                                          | Pjäsen The Country Girl av Clifford Odets                                                                                      |                                                |
| Fönstret åt gården           | John Michael Hayes                                                                                     | Berättelsen "It Had to Be Murder" av Cornell Woolrich                                                                          |                                                |
| Myteriet på Caine            | Stanley Roberts                                                                                        | Romanen The Caine Mutiny av Herman Wouk                                                                                        |                                                |
| Sabrina                      | Billy Wilder, Samuel Taylor och Ernest Lehman                                                          | Romanen Sabrina Fair av Samuel Taylor                                                                                          |                                                |
| Sju brudar - sju bröder      | Albert Hackett, Frances Goodrich och Dorothy Kingsley                                                  | Berättelsen "The Sobbin' Women" av Stephen Vincent Benét                                                                       |                                                |
| 1955 (28:e)                  | | |                                                |
| Marty                        | Paddy Chayefsky                                                                                        | TV-pjäsen Marty, skriven av Paddy Chayefsky                                                                                    |                                                |
| Dej ska jag ha               | Daniel Fuchs och Isobel Lennart                                                                        | En berättelse av Daniel Fuchs                                                                                                  |                                                |
| En man steg av tåget         | Millard Kaufman                                                                                        | Novellen "Bad Time at Honda" av Howard Breslin                                                                                 |                                                |
| Vänd dem inte ryggen         | Richard Brooks                                                                                         | Romanen Vänd dem inte ryggen av Evan Hunter                                                                                    |                                                |
| Öster om Eden                | Paul Osborn                                                                                            | Romanen Öster om Eden av John Steinbeck                                                                                        |                                                |
| 1956 (29:e)                  | | |                                                |
| Jorden runt på 80 dagar      | John Farrow, S. J. Perelman och James Poe                                                              | Romanen Jorden runt på 80 dagar av Jules Verne                                                                                 |                                                |
| Baby Doll                    | Tennessee Williams                                                                                     | Kortpjäsen Twenty-seven Wagons Full of Cotton av Tennessee Williams Kortpjäsen The Unsatisfactory Supper av Tennessee Williams |                                                |
| Folket i den lyckliga dalen  | Michael Wilson (tillbakadragen från den slutgiltiga röstningen)                                        | Romanen The Friendly Persuasion av Jessamyn West                                                                               |                                                |
| Han som älskade livet        | Norman Corwin                                                                                          | Romanen Lust for Life av Irving Stone                                                                                          |                                                |
| Jätten                       | Fred Guiol och Ivan Moffat                                                                             | Romanen Jätten av Edna Ferber                                                                                                  |                                                |
| 1957 (30:e)                  | | |                                                |
| Bron över floden Kwai        | Pierre Boulle, Carl Foreman (krediterat: Pierre Boulle) och Michael Wilson (krediterat: Pierre Boulle) | Romanen Bron över floden Kwai av Pierre Boulle                                                                                 |                                                |
| 12 edsvurna män              | Reginald Rose                                                                                          | TV-pjäsen Twelve Angry Men, skriven av Reginald Rose                                                                           |                                                |
| Lek i mörker                 | John Michael Hayes                                                                                     | Romanen Peyton Place av Grace Metalious                                                                                        |                                                |
| Sayonara                     | Paul Osborn                                                                                            | Romanen Sayonara av James Michener                                                                                             |                                                |
| Vem vet, Mr. Allison         | John Huston och John Lee Mahin                                                                         | Romanen Heaven Knows, Mr. Allison av Charles Shaw                                                                              |                                                |
| 1958 (31:a)                  | | |                                                |
| Gigi, ett lättfärdigt stycke | Alan Jay Lerner                                                                                        | Kortromanen Gigi av Colette |                                                |
| Jag vill leva                | Nelson Gidding och Don Mankiewicz                                                                      | Artiklar av Edward S. Montgomery Brev av Barbara Graham                                                                        |                                                |
| Katt på hett plåttak         | Richard Brooks och James Poe                                                                           | Pjäsen Katt på hett plåttak av Tennessee Williams                                                                              |                                                |
| Uppåt väggarna               | Alec Guinness                                                                                          | Romanen The Horse's Mouth av Joyce Cary                                                                                        |                                                |
| Vid skilda bord              | John Gay och Terence Rattigan                                                                          | Pjäsen Seperate Tables av Terence Rattigan                                                                                     |                                                |
| 1959 (32:a)                  | | |                                                |
| Plats på toppen              | Neil Paterson                                                                                          | Romanen Plats på toppen av John Braine                                                                                         |                                                |
| Analys av ett mord           | Wendell Mayes                                                                                          | Romanen Mordets anatomi av Robert Traver                                                                                       |                                                |
| Ben-Hur                      | Karl Tunberg                                                                                           | Romanen Ben Hur: en berättelse från Kristi tid av General Lew Wallace                                                          |                                                |
| I hetaste laget              | Billy Wilder och I.A.L. Diamond                                                                        | En berättelse föreslagen av Robert Thoeren och M. Logan                                                                        |                                                |
| Nunnan                       | Robert Anderson                                                                                        | Romanen The Nun's Story av Kathryn Hulme                                                                                       |                                                |

### 1960-talet
| År                                                                        | Film                                                                                | Manusförfattare                                                                     | Förlaga                                                         |
| 1960 (33:e)                                                               |                                                                                     |                                                                                     |                                                                 |
| ------------------------------------------------------------------------- | ----------------------------------------------------------------------------------- | ----------------------------------------------------------------------------------- | --------------------------------------------------------------- |
| 1960 (33:e)                                                               | Elmer Gantry                                                                        | Richard Brooks                                                                      | Romanen Elmer Gantry av Sinclair Lewis                          |
| 1960 (33:e)                                                               | En gång hjälte                                                                      | James Kennaway                                                                      | Romanen Tunes of Glory av James Kennaway                        |
| 1960 (33:e)                                                               | Söner och älskare                                                                   | Gavin Lambert och T.E.B. Clarke                                                     | Romanen Sons and Lovers av D.H. Lawrence                        |
| 1960 (33:e)                                                               | Vad vinden sår                                                                      | Nedrick Young och Harold Jacob Smith                                                | Pjäsen Inherit the Wind av Jerome Lawrence och Robert Edwin Lee |
| 1960 (33:e)                                                               | Viddernas vagabond                                                                  | Isobel Lennart                                                                      | Romanen The Sundowners av Jon Cleary                            |
| 1961 (34:e)                                                               |                                                                                     |                                                                                     |                                                                 |
| Dom i Nürnberg                                                            | Abby Mann                                                                           | TV-pjäsen Judgment at Nuremberg, skriven av Abby Mann                               |                                                                 |
| Fifflaren                                                                 | Sidney Carroll och Robert Rossen                                                    | Romanen The Hustler av Walter Tevis                                                 |                                                                 |
| Frukost på Tiffany's                                                      | George Axelrod                                                                      | Kortromanen Frukost på Tiffany's av Truman Capote                                   |                                                                 |
| Kanonerna på Navarone                                                     | Carl Foreman                                                                        | Romanen Kanonerna på Navarone av Alistair MacLean                                   |                                                                 |
| West Side Story                                                           | Ernest Lehman                                                                       | Pjäsen West Side Story, bok av Arthur Laurents, text av Stephen Sondheim            |                                                                 |
| 1962 (35:e)                                                               |                                                                                     |                                                                                     |                                                                 |
| Skuggor över Södern                                                       | Horton Foote                                                                        | Romanen Dödssynden av Harper Lee                                                    |                                                                 |
| David och Lisa                                                            | Eleanor Perry                                                                       | Berättelsen Lisa and David av Theodore Isaac Rubin                                  |                                                                 |
| Lawrence av Arabien                                                       | Robert Bolt och Michael Wilson                                                      | Skrifterna av T.E. Lawrence                                                         |                                                                 |
| Lolita                                                                    | Vladimir Nabokov                                                                    | Romanen Lolita av Vladimir Nabokov                                                  |                                                                 |
| Miraklet                                                                  | William Gibson                                                                      | Pjäsen The Miracle Worker av William Gibson                                         |                                                                 |
| 1963 (36:e)                                                               |                                                                                     |                                                                                     |                                                                 |
| Tom Jones                                                                 | John Osborne                                                                        | Romanen Historien om Tom Jones, ett hittebarn av Henry Fielding                     |                                                                 |
| Liljorna på marken                                                        | James Poe                                                                           | Romanen The Lilies of the Field av William E. Barrett                               |                                                                 |
| Osynlig fiende                                                            | Richard L. Breen, Phoebe Ephron och Henry Ephron                                    | Romanen Captain Newman, M.D. av Leo Rosten                                          |                                                                 |
| Söndagarna med Cybèle                                                     | Serge Bourguignon och Antoine Tudal                                                 | Romanen Les Dimanches de Ville d'Avray av Bernard Eschassériaux                     |                                                                 |
| Vildast av dem alla                                                       | Irving Ravetch och Harriet Frank Jr.                                                | Romanen Horseman, Pass By av Larry McMurtry                                         |                                                                 |
| 1964 (37:e)                                                               |                                                                                     |                                                                                     |                                                                 |
| Becket                                                                    | Edward Anhalt                                                                       | Pjäsen Becket ou l'honneur de Dieu av Jean Anouilh                                  |                                                                 |
| Dr. Strangelove eller: Hur jag slutade ängslas och lärde mig älska bomben | Stanley Kubrick, Peter George och Terry Southern                                    | Romanen Operation undergång av Peter George                                         |                                                                 |
| Mary Poppins                                                              | Bill Walsh och Don DaGradi                                                          | Mary Poppins-serien av Pamela L. Travers                                            |                                                                 |
| My Fair Lady                                                              | Alan Jay Lerner                                                                     | Pjäsen My Fair Lady, bok av Alan Jay Lerner Pjäsen Pygmalion av George Bernard Shaw |                                                                 |
| Zorba                                                                     | Mihalis Kakogiannis                                                                 | Romanen Spela för mig, Zorba av Nikos Kazantzakis                                   |                                                                 |
| 1965 (38:e)                                                               |                                                                                     |                                                                                     |                                                                 |
| Doktor Zjivago                                                            | Robert Bolt                                                                         | Romanen Doktor Zjivago av Boris Pasternak                                           |                                                                 |
| Cat Ballou skjuter skarpt                                                 | Walter Newman och Frank Pierson                                                     | Romanen The Ballad of Cat Ballou av Roy Chanslor                                    |                                                                 |
| Narrskeppet                                                               | Abby Mann                                                                           | Romanen Ship of Fools av Katherine Anne Porter                                      |                                                                 |
| Samlaren                                                                  | Stanley Mann och John Kohn                                                          | Romanen Samlaren av John Fowles                                                     |                                                                 |
| A Thousand Clowns                                                         | Herb Gardner                                                                        | Pjäsen A Thousand Clowns av Herb Gardner                                            |                                                                 |
| 1966 (39:e)                                                               |                                                                                     |                                                                                     |                                                                 |
| En man för alla tider                                                     | Robert Bolt                                                                         | Pjäsen En man för alla tider av Robert Bolt                                         |                                                                 |
| De professionella                                                         | Richard Brooks                                                                      | Romanen A Mule for the Marquesa av Frank O'Rourke                                   |                                                                 |
| Fallet Alfie                                                              | Bill Naughton                                                                       | Pjäsen Alfie av Bill Naughton                                                       |                                                                 |
| Ryssen kommer! Ryssen kommer!                                             | William Rose                                                                        | Romanen Off-Islanders av Nathaniel Benchley                                         |                                                                 |
| Vem är rädd för Virginia Woolf?                                           | Ernest Lehman                                                                       | Pjäsen Vem är rädd för Virginia Woolf? av Edward Albee                              |                                                                 |
| 1967 (40:e)                                                               |                                                                                     |                                                                                     |                                                                 |
| I nattens hetta                                                           | Stirling Silliphant                                                                 | Romanen I nattens hetta av John Ball                                                |                                                                 |
| Mandomsprovet                                                             | Calder Willingham och Buck Henry                                                    | Romanen The Graduate av Charles Webb                                                |                                                                 |
| Med kallt blod                                                            | Richard Brooks                                                                      | Romanen Med kallt blod av Truman Capote                                             |                                                                 |
| Rebell i bojor                                                            | Donn Pearce och Frank R. Pierson                                                    | Romanen Cool Hand Luke av Donn Pearce                                               |                                                                 |
| Ulysses                                                                   | Joseph Strick och Fred Haines                                                       | Romanen Odysseus av James Joyce                                                     |                                                                 |
| 1968 (41:a)                                                               |                                                                                     |                                                                                     |                                                                 |
| Så tuktas ett lejon                                                       | James Goldman                                                                       | Pjäsen The Lion in Winter av James Goldman                                          |                                                                 |
| Oliver!                                                                   | Vernon Harris                                                                       | Musikalen Oliver! av Lionel Bart Romanen Oliver Twist av Charles Dickens            |                                                                 |
| Omaka par                                                                 | Neil Simon                                                                          | Pjäsen Omaka par av Neil Simon                                                      |                                                                 |
| Rachel, Rachel                                                            | Stewart Stern                                                                       | Romanen A Jest of God av Margaret Laurence                                          |                                                                 |
| Rosemarys baby                                                            | Roman Polański                                                                      | Romanen Rosemarys baby av Ira Levin                                                 |                                                                 |
| 1969 (42:a)                                                               |                                                                                     |                                                                                     |                                                                 |
| Midnight Cowboy                                                           | Waldo Salt                                                                          | Romanen Midnight Cowboy av James Leo Herlihy                                        |                                                                 |
| De tusen dagarnas drottning                                               | John Hale (författare), Bridget Boland (författare) och Richard Sokolove (adaption) | Pjäsen Anne of the Thousand Days av Maxwell Anderson                                |                                                                 |
| Goodbye, Columbus                                                         | Arnold Schulman                                                                     | Romanen Goodbye, Columbus av Philip Roth                                            |                                                                 |
| När man skjuter hästar så...                                              | James Poe och Robert E. Thompson                                                    | Romanen They Shoot Horses, Don't They? av Horace McCoy                              |                                                                 |
| Z – han lever                                                             | Jorge Semprún och Costa-Gavras                                                      | Romanen Z av Vassilis Vassilikos                                                    |                                                                 |

### 1970-talet
| År                                        | Film                                                            | Manusförfattare                                                                                             | Förlaga                                                              |
| 1970 (43:e)                               |                                                                 | |                                                                      |
| ----------------------------------------- | --------------------------------------------------------------- | --- | -------------------------------------------------------------------- |
| 1970 (43:e)                               | M*A*S*H                                                         | Ring Lardner Jr.                                                                                            | Romanen MASH: A Novel About Three Army Doctors av Richard Hooker     |
| 1970 (43:e)                               | Airport – flygplatsen                                           | George Seaton                                                                                               | Romanen Flygplatsen av Arthur Hailey                                 |
| 1970 (43:e)                               | Jag sjöng aldrig för min far                                    | Robert Anderson                                                                                             | Pjäsen I Never Sang for My Father av Robert Anderson                 |
| 1970 (43:e)                               | När kvinnor älskar                                              | Larry Kramer                                                                                                | Romanen Women in Love av D.H. Lawrence                               |
| 1970 (43:e)                               | Älskare och andra skojare                                       | Joseph Bologna, David Zelag Goodman och Renée Taylor                                                        | Pjäsen Lovers and Other Strangers av Joseph Bologna och Renée Taylor |
| 1971 (44:e)                               |                                                                 | |                                                                      |
| French Connection – Lagens våldsamma män  | Ernest Tidyman                                                  | Boken The French Connection: A True Account of Cops, Narcotics, and International Conspiracy av Robin Moore |                                                                      |
| A Clockwork Orange                        | Stanley Kubrick                                                 | Romanen En apelsin med urverk av Anthony Burgess                                                            |                                                                      |
| Den förbjudna trädgården                  | Ugo Pirro och Vittorio Bonicelli                                | Romanen The Garden of the Finzi-Continis av Giorgio Bassani                                                 |                                                                      |
| Den sista föreställningen                 | Larry McMurtry och Peter Bogdanovich                            | Romanen The Last Picture Show av Larry McMurtry                                                             |                                                                      |
| Fascisten                                 | Bernardo Bertolucci                                             | Romanen Anpasslingen av Alberto Moravia                                                                     |                                                                      |
| 1972 (45:e)                               |                                                                 | |                                                                      |
| Gudfadern                                 | Mario Puzo och Francis Ford Coppola                             | Romanen Gudfadern av Mario Puzo                                                                             |                                                                      |
| Cabaret                                   | Jay Presson Allen                                               | Musikalen Cabaret, boken av Joe Masteroff                                                                   |                                                                      |
| Sounder                                   | Lonne Elder III                                                 | Romanen Sounder av William H. Armstrong                                                                     |                                                                      |
| Utvandrarna                               | Bengt Forslund och Jan Troell                                   | Romanerna Utvandrarna och Nybyggarna av Vilhelm Moberg                                                      |                                                                      |
| Varning! Äktenskap pågår                  | Julius J. Epstein                                               | Berättelsen "Witch's Milk" av Peter De Vries                                                                |                                                                      |
| 1973 (46:e)                               |                                                                 | |                                                                      |
| Exorcisten                                | William Peter Blatty                                            | Romanen Exorcisten av William Peter Blatty                                                                  |                                                                      |
| Det hårda straffet                        | Robert Towne                                                    | Romanen The Last Detail av Darryl Ponicsan                                                                  |                                                                      |
| Paper Chase - betygsjakten                | James Bridges                                                   | Romanen The Paper Chase av John Jay Osborn, Jr.                                                             |                                                                      |
| Paper Moon                                | Alvin Sargent                                                   | Romanen Addie Pray av Joe David Brown                                                                       |                                                                      |
| Serpico                                   | Waldo Salt och Norman Wexler                                    | Boken Serpico av Peter Maas                                                                                 |                                                                      |
| 1974 (47:e)                               |                                                                 | |                                                                      |
| Gudfadern del II                          | Francis Ford Coppola och Mario Puzo                             | Romanen Gudfadern av Mario Puzo                                                                             |                                                                      |
| Det våras för Frankenstein                | Gene Wilder och Mel Brooks                                      | Romanen Frankenstein av Mary Shelley                                                                        |                                                                      |
| Född smart                                | Lionel Chetwynd (Omarbetning) och Mordecai Richler (Roman)      | Romanen The Apprenticeship of Duddy Kravitz av Mordecai Richler                                             |                                                                      |
| Lenny Bruce                               | Julian Barry                                                    | Pjäsen Lenny av Julian Barry                                                                                |                                                                      |
| Mordet på Orientexpressen                 | Paul Dehn                                                       | Romanen Mordet på Orientexpressen av Agatha Christie                                                        |                                                                      |
| 1975 (48:e)                               |                                                                 | |                                                                      |
| Gökboet                                   | Bo Goldman och Laurence Hauben                                  | Romanen Gökboet av Ken Kesey                                                                                |                                                                      |
| Barry Lyndon                              | Stanley Kubrick                                                 | Romanen Den välborne Barry Lyndons memoarer av William Makepeace Thackeray                                  |                                                                      |
| Mannen som ville bli kung                 | John Huston och Gladys Hill                                     | Berättelsen "The Man Who Would Be King" av Rudyard Kipling                                                  |                                                                      |
| Profumo di donna                          | Ruggero Maccari och Dino Risi                                   | Romanen Il buio e il mare av Giovanni Arpino                                                                |                                                                      |
| The Sunshine Boys                         | Neil Simon                                                      | Pjäsen The Sunshine Boys av Neil Simon                                                                      |                                                                      |
| 1976 (49:e)                               |                                                                 | |                                                                      |
| Alla presidentens män                     | William Goldman                                                 | Boken Och alla presidentens män av Carl Bernstein och Bob Woodward                                          |                                                                      |
| De fördömdas resa                         | David Butler och Steve Shagan                                   | Boken Voyage of the Damned av Gordon Thomas; medförfattad av Max Morgan-Witts                               |                                                                      |
| Den sju-procentiga lösningen              | Nicholas Meyer                                                  | Romanen The Seven-Per-Cent Solution av Nicholas Meyer                                                       |                                                                      |
| Fellinis Casanova                         | Federico Fellini och Bernardino Zapponi                         | Självbiografin Histoire de ma vie av Giacomo Casanova                                                       |                                                                      |
| Woody Guthrie - lyckans land              | Robert Getchell                                                 | Boken Bound for Glory av Woody Guthrie                                                                      |                                                                      |
| 1977 (50:e)                               |                                                                 | |                                                                      |
| Julia                                     | Alvin Sargent                                                   | Romanen Pentimento av Lillian Hellman                                                                       |                                                                      |
| Begärets dunkla mål                       | Luis Buñuel (Scenario) och Jean-Claude Carrière (samarbete)     | Romanen Kvinnan och dockan av Pierre Louÿs                                                                  |                                                                      |
| Equus                                     | Peter Shaffer                                                   | Pjäsen Equus av Peter Shaffer                                                                               |                                                                      |
| Ingen dans på rosor                       | Gavin Lambert och Lewis John Carlino                            | Romanen I Never Promised You a Rose Garden av Hannah Greene                                                 |                                                                      |
| Oh, God!                                  | Larry Gelbart                                                   | Romanen Oh, God! av Avery Corman                                                                            |                                                                      |
| 1978 (51:a)                               |                                                                 | |                                                                      |
| Midnight Express                          | Oliver Stone                                                    | Boken Midnight Express av Billy Hayes och William Hoffer                                                    |                                                                      |
| Blodsbröder                               | Walter Newman                                                   | Romanen Bloodbrothers av Richard Price                                                                      |                                                                      |
| California Suite                          | Neil Simon                                                      | Pjäsen California Suite av Neil Simon                                                                       |                                                                      |
| Himlen kan vänta                          | Elaine May och Warren Beatty                                    | Pjäsen Heaven Can Wait av Harry Segall                                                                      |                                                                      |
| Same Time, Next Year                      | Bernard Slade                                                   | Pjäsen Same Time, Next Year av Bernard Slade                                                                |                                                                      |
| 1979 (52:a)                               |                                                                 | |                                                                      |
| Kramer mot Kramer                         | Robert Benton                                                   | Romanen Kramer vs. Kramer av Avery Corman                                                                   |                                                                      |
| Apocalypse                                | John Milius och Francis Ford Coppola                            | Romanen Mörkrets hjärta av Joseph Conrad                                                                    |                                                                      |
| En liten kärlekshistoria                  | Allan Burns                                                     | Romanen E=MC2 mon amour av Patrick Cauvin                                                                   |                                                                      |
| Får jag presentera: Min mamma, herr Albin | Marcello Danon, Édouard Molinaro, Jean Poiret och Francis Veber | Pjäsen Min mamma herr Albin av Jean Poiret                                                                  |                                                                      |
| Norma Rae                                 | Harriet Frank Jr. och Irving Ravetch                            | Boken Crystal Lee, a Woman of Inheritance av Hank Leiferman                                                 |                                                                      |

### 1980-talet
| År                                            | Film                                                                  | Manusförfattare | Förlaga |
| 1980 (53:e)                                   |                                                                       | | |
| --------------------------------------------- | --------------------------------------------------------------------- | --- | --- |
| 1980 (53:e)                                   | En familj som andra                                                   | Alvin Sargent | Romanen Ordinary People av Judith Guest                                                                                               |
| 1980 (53:e)                                   | Elefantmannen                                                         | Christopher De Vore, Eric Bergren och David Lynch | Boken The Elephant Man and Other Reminiscences av Frederick Treves Boken The Elephant Man: A Study in Human Dignity av Ashley Montagu |
| 1980 (53:e)                                   | Loretta                                                               | Tom Rickman | Boken Coal Miner's Daughter av Loretta Lynn och George Vecsey                                                                         |
| 1980 (53:e)                                   | Stuntmannen                                                           | Lawrence B. Marcus (manus) och Richard Rush (adaption) | Romanen The Stunt Man av Paul Brodeur                                                                                                 |
| 1980 (53:e)                                   | Ärans fält                                                            | Jonathan Hardy, David Stevens och Bruce Beresford | Pjäsen Breaker Morant av Kenneth G. Ross                                                                                              |
| 1981 (54:e)                                   |                                                                       | | |
| Sista sommaren                                | Ernest Thompson                                                       | Pjäsen On Golden Pond av Ernest Thompson | |
| Den franske löjtnantens kvinna                | Harold Pinter                                                         | Romanen Den franske löjtnantens kvinna av John Fowles | |
| Pennies from Heaven                           | Dennis Potter                                                         | TV-minierien Pennies from Heaven, skriven av Dennis Potter                                                                                                  | |
| Prince of the City                            | Jay Presson Allen och Sidney Lumet                                    | Boken Prince of the City: The True Story of a Cop Who Knew Too Much av Robert Daley                                                                         | |
| Ragtime                                       | Michael Weller                                                        | Romanen Ragtime av E.L. Doctorow | |
| 1982 (55:e)                                   |                                                                       | | |
| Försvunnen                                    | Costa-Gavras och Donald E. Stewart                                    | Boken The Execution of Charles Horman: An American Sacrifice av Thomas Hauser                                                                               | |
| Das Boot                                      | Wolfgang Petersen                                                     | Romanen Ubåt av Lothar-Günther Buchheim | |
| Domslutet                                     | David Mamet                                                           | Romanen The Verdict av Barry Reed | |
| Sophies val                                   | Alan J. Pakula                                                        | Romanen Sophies val av William Styron | |
| Victor/Victoria                               | Blake Edwards                                                         | Filmen Viktor och Viktoria, skriven av Reinhold Schünzel | |
| 1983 (56:e)                                   |                                                                       | | |
| Ömhetsbevis                                   | James L. Brooks                                                       | Romanen Ömhetsbevis av Larry McMurtry | |
| Påklädaren                                    | Ronald Harwood                                                        | Pjäsen The Dresser av Ronald Harwood | |
| Ruben, Ruben                                  | Julius J. Epstein                                                     | Pjäsen Spofford av Herman Shumlin | |
| Svek                                          | Harold Pinter                                                         | Pjäsen Betrayal av Harold Pinter | |
| Timmarna med Rita                             | Willy Russell                                                         | Pjäsen Educating Rita av Willy Russell | |
| 1984 (57:e)                                   |                                                                       | | |
| Amadeus                                       | Peter Shaffer                                                         | Pjäsen Amadeus av Peter Shaffer | |
| Dödens fält                                   | Bruce Robinson                                                        | Artikeln "The Death and Life of Dith Pran" av Sydney Schanberg                                                                                              | |
| En färd till Indien                           | David Lean                                                            | Romanen En färd till Indien av E.M. Forster | |
| En soldats historia                           | Charles Fuller                                                        | Pjäsen A Soldier's Play av Charles Fuller | |
| Greystoke: Legenden om Tarzan, apornas konung | P.H. Vazak och Michael Austin                                         | Romanen Tarzan of the Apes av Edgar Rice Burroughs | |
| 1985 (58:e)                                   |                                                                       | | |
| Mitt Afrika                                   | Kurt Luedtke                                                          | Memoaren Den afrikanska farmen av Isak Dinesen Boken Silence Will Speak av Errol Trzebinski Boken Isak Dinesen: The Life of a Storyteller av Judith Thurman | |
| Prizzis heder                                 | Richard Condon och Janet Roach                                        | Romanen Prizzi's Honor av Richard Condon | |
| Purpurfärgen                                  | Menno Meyjes                                                          | Romanen The Color Purple av Alice Walker | |
| Resan till Bountiful                          | Horton Foote                                                          | TV-pjäsen The Trip to Bountiful, skriven av Horton Foote | |
| Spindelkvinnans kyss                          | Leonard Schrader                                                      | Romanen Kiss of the Spider Woman av Manuel Puig | |
| 1986 (59:e)                                   |                                                                       | | |
| Ett rum med utsikt                            | Ruth Prawer Jhabvala                                                  | Romanen Ett rum med utsikt av E.M. Forster | |
| Bortom alla ord                               | Hesper Anderson och Mark Medoff                                       | Pjäsen Children of a Lesser God av Mark Medoff | |
| The Color of Money – revanschen               | Richard Price                                                         | Romanen The Color of Money av Walter Tevis | |
| Crimes of the Heart                           | Beth Henley                                                           | Pjäsen Crimes of the Heart av Beth Henley | |
| Stand by Me                                   | Raynold Gideon och Bruce A. Evans                                     | Kortromanen Höstgärning av Stephen King | |
| 1987 (60:e)                                   |                                                                       | | |
| Den siste kejsaren                            | Bernardo Bertolucci och Mark Peploe                                   | Självbiografin From Emperor to Citizen: The Autobiography of Aisin-Gioro Pu Yi av Henry Pu Yi                                                               | |
| Farlig förbindelse                            | James Dearden                                                         | TV-pjäsen Diversion, skriven av James Dearden | |
| Full Metal Jacket                             | Gustav Hasford, Michael Herr och Stanley Kubrick                      | Romanen The Short-Timers av Gustav Hasford | |
| Minnen av lycka                               | Tony Huston                                                           | Novellen "The Dead" av James Joyce | |
| Mitt liv som hund                             | Brasse Brännström, Pelle Berglund, Lasse Hallström och Reidar Jönsson | Romanen Mitt liv som hund av Reidar Jönsson | |
| 1988 (61:a)                                   |                                                                       | | |
| Farligt begär                                 | Christopher Hampton                                                   | Pjäsen Les Liaisons Dangereuses av Christopher Hampton, baserad på romanen med samma namn av Pierre Choderlos de Laclos                                     | |
| De dimhöljda bergens gorillor                 | Anna Hamilton Phelan (synopsis/manus) och Tab Murphy (synopsis)       | En artikel av Harold T.P. Hayes | |
| Den tillfällige turisten                      | Frank Galati och Lawrence Kasdan                                      | Romanen The Accidental Tourist av Anne Tyler | |
| Little Dorrit                                 | Christine Edzard                                                      | Romanen Little Dorrit av Charles Dickens | |
| Varats olidliga lätthet                       | Jean-Claude Carrière och Philip Kaufman                               | Romanen Varats olidliga lätthet av Milan Kundera | |
| 1989 (62:a)                                   |                                                                       | | |
| På väg med miss Daisy                         | Alfred Uhry                                                           | Pjäsen Driving Miss Daisy av Alfred Uhry | |
| Drömmarnas fält                               | Phil Alden Robinson                                                   | Romanen Shoeless Joe av W. P. Kinsella | |
| Fiender, en berättelse om kärlek              | Paul Mazursky och Roger L. Simon                                      | Romanen Fiender: en berättelse om kärlek av Isaac Bashevis Singer                                                                                           | |
| Född den fjärde juli                          | Ron Kovic och Oliver Stone                                            | Boken Född den fjärde juli av Ron Kovic | |
| Min vänstra fot                               | Shane Connaughton och Jim Sheridan                                    | Boken My Left Foot av Christy Brown | |

### 1990-talet
| År                                        | Film | Manusförfattare                                                                                                 | Förlaga                                                                    |
| 1990 (63:e)                               | | |                                                                            |
| ----------------------------------------- | --- | --- | -------------------------------------------------------------------------- |
| 1990 (63:e)                               | Dansar med vargar | Michael Blake                                                                                                   | Romanen Dances with Wolves av Michael Blake                                |
| 1990 (63:e)                               | Maffiabröder | Nicholas Pileggi och Martin Scorsese                                                                            | Boken Falskspel: livet i en maffiafamilj av Nicholas Pileggi               |
| 1990 (63:e)                               | Mysteriet von Bülow | Nicholas Kazan                                                                                                  | Boken Reversal of Fortune: Inside the von Bülow Case av Alan M. Dershowitz |
| 1990 (63:e)                               | Svindlarna | Donald E. Westlake                                                                                              | Romanen The Grifters av Jim Thompson                                       |
| 1990 (63:e)                               | Uppvaknanden | Steven Zaillian                                                                                                 | Boken Awakenings av Oliver Sacks                                           |
| 1991 (64:e)                               | | |                                                                            |
| När lammen tystnar                        | Ted Tally | Romanen När lammen tystnar av Thomas Harris                                                                     |                                                                            |
| Europa Europa                             | Agnieszka Holland | Boken I Was Hitler Youth Salomon av Solomon Perel                                                               |                                                                            |
| JFK                                       | Oliver Stone och Zachary Sklar | Boken Crossfire: The Plot That Killed Kennedy av Jim Marrs Boken On the Trail of the Assassins av Jim Garrison  |                                                                            |
| Stekta gröna tomater på Whistle Stop Café | Fannie Flagg och Carol Sobieski (postumt) | Romanen Stekta gröna tomater på Whistle Stop Café av Fannie Flagg                                               |                                                                            |
| Tidvattnets furste                        | Pat Conroy och Becky Johnston | Romanen The Prince of Tides av Pat Conroy                                                                       |                                                                            |
| 1992 (65:e)                               | | |                                                                            |
| Howards End                               | Ruth Prawer Jhabvala | Romanen Howards End av E.M. Forster                                                                             |                                                                            |
| Där floden flyter fram                    | Richard Friedenberg | Novellen "A River Runs Through It" av Norman Maclean                                                            |                                                                            |
| En förtrollad april                       | Peter Barnes | Romanen Den förtrollade April av Elizabeth von Arnim                                                            |                                                                            |
| En kvinnas doft                           | Bo Goldman | Romanen Il Buio E Il Miele av Giovanni Arpino Filmen Profuma di Donna, skriven av Ruggero Maccari och Dino Risi |                                                                            |
| Spelaren                                  | Michael Tolkin | Romanen The Player av Michael Tolkin                                                                            |                                                                            |
| 1993 (66:e)                               | | |                                                                            |
| Schindler's List                          | Steven Zaillian | Romanen Schindlers ark av Thomas Keneally                                                                       |                                                                            |
| I faderns namn                            | Terry George och Jim Sheridan | Boken Proved Innocent av Gerry Conlon                                                                           |                                                                            |
| Oskuldens tid                             | Jay Cocks och Martin Scorsese | Romanen Oskuldens tid av Edith Wharton                                                                          |                                                                            |
| Shadowlands                               | William Nicholson | Pjäsen Shadowlands av William Nicholson                                                                         |                                                                            |
| Återstoden av dagen                       | Ruth Prawer Jhabvala | Romanen Återstoden av dagen av Kazuo Ishiguro                                                                   |                                                                            |
| 1994 (67:e)                               | | |                                                                            |
| Forrest Gump                              | Eric Roth | Romanen Forrest Gump av Winston Groom                                                                           |                                                                            |
| Den galne kung George                     | Alan Bennett | Pjäsen The Madness of George III av Alan Bennett                                                                |                                                                            |
| Nobody's Fool                             | Robert Benton | Romanen Nobody's Fool av Richard Russo                                                                          |                                                                            |
| Nyckeln till frihet                       | Frank Darabont | Novellen "Vårbedrift" av Stephen King                                                                           |                                                                            |
| Quiz Show                                 | Paul Attanasio | Boken Remembering America: A Voice from the Sixties av Richard N. Goodwin                                       |                                                                            |
| 1995 (68:e)                               | | |                                                                            |
| Förnuft och känsla                        | Emma Thompson | Romanen Förnuft och känsla av Jane Austen                                                                       |                                                                            |
| Apollo 13                                 | William Broyles Jr. och Al Reinert | Boken Lost Moon av Jim Lovell och Jeffrey Kluger                                                                |                                                                            |
| Babe – den modiga lilla grisen            | George Miller och Chris Noonan | Romanen The Sheep-Pig av Dick King-Smith                                                                        |                                                                            |
| Farväl Las Vegas                          | Mike Figgis | Romanen Leaving Las Vegas av John O'Brien                                                                       |                                                                            |
| Il postino – postiljonen                  | Anna Pavignano (manus), Michael Radford (manus), Furio Scarpelli (synopsis/manus), Giacomo Scarpelli (synopsis/manus) och Massimo Troisi (manus) (postumt) | Romanen Ardiente Paciencia av Antonio Skármeta                                                                  |                                                                            |
| 1996 (69:e)                               | | |                                                                            |
| Sling Blade                               | Billy Bob Thornton | Kortfilmen Some Folks Call It a Sling Blade, skriven av Billy Bob Thornton                                      |                                                                            |
| Den engelske patienten                    | Anthony Minghella | Romanen Den engelske patienten av Michael Ondaatje                                                              |                                                                            |
| Hamlet                                    | Kenneth Branagh | Pjäsen Hamlet av William Shakespeare                                                                            |                                                                            |
| Häxjakten                                 | Arthur Miller | Pjäsen The Crucible av Arthur Miller                                                                            |                                                                            |
| Trainspotting                             | John Hodge | Romanen Trainspotting av Irvine Welsh                                                                           |                                                                            |
| 1997 (70:e)                               | | |                                                                            |
| L.A. konfidentiellt                       | Curtis Hanson och Brian Helgeland | Romanen L.A. konfidentiellt av James Ellroy                                                                     |                                                                            |
| Donnie Brasco                             | Paul Attanasio | Boken Donnie Brasco: My Undercover Life in the Mafia av Joseph D. Pistone och Richard Woodley                   |                                                                            |
| Duvans vingslag                           | Hossein Amini | Romanen The Wings of the Dove av Henry James                                                                    |                                                                            |
| Ljuva morgondag                           | Atom Egoyan | Romanen The Sweet Hereafter av Russell Banks                                                                    |                                                                            |
| Wag the Dog                               | Hilary Henkin och David Mamet | Romanen American Hero av Larry Beinhart                                                                         |                                                                            |
| 1998 (71:a)                               | | |                                                                            |
| Gods and Monsters                         | Bill Condon | Romanen Father of Frankenstein av Christopher Bram                                                              |                                                                            |
| Den tunna röda linjen                     | Terrence Malick | Romanen Den tunna röda linjen av James Jones                                                                    |                                                                            |
| En enkel plan                             | Scott Smith | Romanen En enkel plan av Scott Smith                                                                            |                                                                            |
| Out of Sight                              | Scott Frank | Romanen Out of Sight av Elmore Leonard                                                                          |                                                                            |
| Spelets regler                            | Elaine May | Romanen Primary Colors av Joe Klein                                                                             |                                                                            |
| 1999 (72:a)                               | | |                                                                            |
| Ciderhusreglerna                          | John Irving | Romanen Ciderhusreglerna av John Irving                                                                         |                                                                            |
| Den gröna milen                           | Frank Darabont | Romanen Den gröna milen av Stephen King                                                                         |                                                                            |
| Election                                  | Alexander Payne och Jim Taylor | Romanen Election av Tom Perrotta                                                                                |                                                                            |
| The Insider                               | Michael Mann och Eric Roth | Artikeln "The Man Who Knew Too Much" av Marie Brenner                                                           |                                                                            |
| The Talented Mr. Ripley                   | Anthony Minghella | Romanen En man med många talanger av Patricia Highsmith                                                         |                                                                            |

### 2000-talet
| År                                                                                  | Film | Manusförfattare                                                                                    | Förlaga                                             |
| 2000 (73:e)                                                                         | | |                                                     |
| ----------------------------------------------------------------------------------- | --- | -------------------------------------------------------------------------------------------------- | --------------------------------------------------- |
| 2000 (73:e)                                                                         | Traffic | Stephen Gaghan                                                                                     | TV-pjäsen Trafik, skriven av Simon Moore            |
| 2000 (73:e)                                                                         | Chocolat | Robert Nelson Jacobs                                                                               | Romanen Chocolat av Joanne Harris                   |
| 2000 (73:e)                                                                         | Crouching Tiger, Hidden Dragon | Hui-Ling Wang, James Schamus och Kuo Jung Tsai                                                     | Romanen Crouching Tiger, Hidden Dragon av Wang Dulu |
| 2000 (73:e)                                                                         | O Brother, Where Art Thou? | Joel och Ethan Coen                                                                                | Eposet Odysséen av Homeros                          |
| 2000 (73:e)                                                                         | Wonder Boys | Steve Kloves                                                                                       | Boken Wonder Boys av Michael Chabon                 |
| 2001 (74:e)                                                                         | | |                                                     |
| A Beautiful Mind                                                                    | Akiva Goldsman | Boken A Beautiful Mind av Sylvia Nasar                                                             |                                                     |
| Ghost World                                                                         | Daniel Clowes och Terry Zwigoff | Serieromanen Ghost World av Daniel Clowes                                                          |                                                     |
| In the Bedroom                                                                      | Todd Field och Rob Festinger | Novellen Killings av Andre Dubus                                                                   |                                                     |
| Sagan om ringen                                                                     | Fran Walsh, Philippa Boyens och Peter Jackson                                                                                                  | Romanen Sagan om ringen av J.R.R. Tolkien                                                          |                                                     |
| Shrek                                                                               | Ted Elliott, Terry Rossio, Joe Stillman och Roger S. H. Schulman                                                                               | Bildboken Shrek! av William Steig                                                                  |                                                     |
| 2002 (75:e)                                                                         | | |                                                     |
| The Pianist                                                                         | Ronald Harwood | Boken The Pianist av Władysław Szpilman                                                            |                                                     |
| Adaptation.                                                                         | Charlie Kaufman och Donald Kaufman | Boken The Orchid Thief av Susan Orlean                                                             |                                                     |
| Chicago                                                                             | Bill Condon | Den musikaliska pjäsen Chicago, manus av Bob Fosse och Fred Ebb                                    |                                                     |
| Om en pojke                                                                         | Peter Hedges, Chris Weitz och Paul Weitz | Romanen Om en pojke av Nick Hornby                                                                 |                                                     |
| Timmarna                                                                            | David Hare | Romanen Timmarna av Michael Cunningham                                                             |                                                     |
| 2003 (76:e)                                                                         | | |                                                     |
| Sagan om konungens återkomst                                                        | Fran Walsh, Philippa Boyens och Peter Jackson                                                                                                  | Romanen Sagan om konungens återkomst av J.R.R. Tolkien                                             |                                                     |
| American Splendor                                                                   | Shari Springer Berman och Robert Pulcini | Serietidningen American Splendor av Harvey Pekar Serietidningen Our Cancer Year av Joyce Brabner   |                                                     |
| Guds stad                                                                           | Bráulio Mantovani | Romanen Guds stad av Paulo Lins                                                                    |                                                     |
| Mystic River                                                                        | Brian Helgeland | Romanen Rött regn av Dennis Lehane                                                                 |                                                     |
| Seabiscuit                                                                          | Gary Ross | Boken Seabiscuit: en amerikansk legend av Laura Hillenbrand                                        |                                                     |
| 2004 (77:e)                                                                         | | |                                                     |
| Sideways                                                                            | Alexander Payne och Jim Taylor | Romanen Sideways av Rex Pickett                                                                    |                                                     |
| Bara en dag                                                                         | Richard Linklater (synopsis/manus), Kim Krizan (synopsis), Julie Delpy (manus) och Ethan Hawke (manus)                                         | Karaktärer från filmen Bara en natt, skriven av Richard Linklater och Kim Krizan                   |                                                     |
| Dagbok från en motorcykel                                                           | José Rivera | Boken Con el Che por America Latina by Alberto Granado Boken The Motorcycle Diaries av Che Guevara |                                                     |
| Finding Neverland                                                                   | David Magee | Pjäsen The Man Who Was Peter Pan av Allan Knee                                                     |                                                     |
| Million Dollar Baby                                                                 | Paul Haggis | Boken Rope Burns: Stories from the Corner av F.X. Toole                                            |                                                     |
| 2005 (78:e)                                                                         | | |                                                     |
| Brokeback Mountain                                                                  | Larry McMurtry och Diana Ossana | Novellen Brokeback Mountain av Annie Proulx                                                        |                                                     |
| Capote                                                                              | Dan Futterman | Boken Capote av Gerald Clarke                                                                      |                                                     |
| The Constant Gardener                                                               | Jeffrey Caine | Romanen Den trägne odlaren av John le Carré                                                        |                                                     |
| A History of Violence                                                               | Josh Olson | Serieromanen A History of Violence av John Wagner och Vince Locke                                  |                                                     |
| München                                                                             | Tony Kushner och Eric Roth | Boken Vengeance av George Jonas                                                                    |                                                     |
| 2006 (79:e)                                                                         | | |                                                     |
| The Departed                                                                        | William Monahan | Filmen Infernal Affairs, skriven av Alan Mak och Felix Chong                                       |                                                     |
| Borat: Cultural Learnings of America for Make Benefit Glorious Nation of Kazakhstan | Sacha Baron Cohen (synopsis/manus), Peter Baynham (synopsis/manus), Anthony Hines (synpsis/manus), Dan Mazer (manus) och Todd Phillips (manus) | Karaktären Borat Sagdijev, från TV-serien Da Ali G Show, skapad av Sacha Baron Cohen               |                                                     |
| Children of Men                                                                     | Alfonso Cuarón, Timothy J. Sexton, David Arata, Mark Fergus och Hawk Ostby                                                                     | Romanen The Children of Men av P.D. James                                                          |                                                     |
| Little Children                                                                     | Todd Field och Tom Perrotta | Romanen Little Children av Tom Perrotta                                                            |                                                     |
| Notes on a Scandal                                                                  | Patrick Marber | Romanen Notes on a Scandal av Zoë Heller                                                           |                                                     |
| 2007 (80:e)                                                                         | | |                                                     |
| No Country for Old Men                                                              | Joel och Ethan Coen | Romanen No Country for Old Men av Cormac McCarthy                                                  |                                                     |
| Away from Her                                                                       | Sarah Polley | Novellen The Bear Went Over the Mountain av Alice Munro                                            |                                                     |
| Fjärilen i glaskupan                                                                | Ronald Harwood | Boken Fjärilen i glaskupan av Jean-Dominique Bauby                                                 |                                                     |
| Försoning                                                                           | Christopher Hampton | Romanen Försoning av Ian McEwan                                                                    |                                                     |
| There Will Be Blood                                                                 | Paul Thomas Anderson | Romanen Oil! av Upton Sinclair                                                                     |                                                     |
| 2008 (81:a)                                                                         | | |                                                     |
| Slumdog Millionaire                                                                 | Simon Beaufoy | Romanen Vem vill bli miljardär? av Vikas Swarup                                                    |                                                     |
| Benjamin Buttons otroliga liv                                                       | Eric Roth (synopsis/manus) och Robin Swicord (synopsis)                                                                                        | Novellen "Det sällsamma fallet Benjamin Button" av F. Scott Fitzgerald                             |                                                     |
| Frost/Nixon                                                                         | Peter Morgan | Pjäsen Frost/Nixon av Peter Morgan                                                                 |                                                     |
| The Reader                                                                          | David Hare | Romanen Högläsaren av Bernhard Schlink                                                             |                                                     |
| Tvivel                                                                              | John Patrick Shanley | Pjäsen Doubt: A Parable av John Patrick Shanley                                                    |                                                     |
| 2009 (82:a)                                                                         | | |                                                     |
| Precious                                                                            | Geoffrey Fletcher | Romanen Push av Sapphire                                                                           |                                                     |
| District 9                                                                          | Neill Blomkamp och Terri Tatchell | Kortfilmen Alive in Joburg skriven av Neill Blomkamp                                               |                                                     |
| An Education                                                                        | Nick Hornby | Boken An Education av Lynn Barber                                                                  |                                                     |
| In the Loop                                                                         | Jesse Armstrong, Simon Blackwell, Armando Iannucci och Tony Roche                                                                              | Karaktären Malcolm Tucker, från TV-serien Trist, herr minister, skapad av Armando Iannucci         |                                                     |
| Up in the Air                                                                       | Jason Reitman och Sheldon Turner | Romanen Up in the Air av Walter Kirn                                                               |                                                     |

### 2010-talet
| År          | Film                         | Manusförfattare (m) / Synopsis (s)                                           | Förlaga |
| ----------- | ---------------------------- | ---------------------------------------------------------------------------- | --- |
| 2010 (83:e) | Social Network               | Aaron Sorkin                                                                 | Boken The Accidental Billionaires av Ben Mezrich |
| 2010 (83:e) | 127 timmar                   | Danny Boyle och Simon Beaufoy                                                | Boken Vilja av sten av Aron Ralston |
| 2010 (83:e) | Toy Story 3                  | Michael Arndt (m), John Lasseter (s), Andrew Stanton (s) och Lee Unkrich (s) | Figurer från filmen Toy Story, skriven av John Lasseter, Pete Docter, Andrew Stanton, Joe Ranft, Joss Whedon, Joel Cohen och Alec Sokolow Figurer från filmen Toy Story 2, skriven av John Lasseter, Pete Docter, Ash Brannon, Andrew Stanton, Rita Hsiao, Doug Chamberlin och Chris Webb |
| 2010 (83:e) | True Grit                    | Ethan Coen och Joel Coen                                                     | Romanen Mod i barm av Charles Portis |
| 2010 (83:e) | Winter's Bone                | Debra Granik och Anne Rosellini                                              | Romanen En helvetes vinter av Daniel Woodrell |
| 2011 (84:e) | The Descendants              | Nat Faxon, Alexander Payne och Jim Rash                                      | Romanen The Descendants av Kaui Hart Hemmings |
| 2011 (84:e) | Hugo Cabret                  | John Logan                                                                   | Romanen En fantastisk upptäckt av Hugo Cabret av Brian Selznick |
| 2011 (84:e) | Maktens män                  | George Clooney, Grant Heslov och Beau Willimon                               | Pjäsen Farragut North av Beau Willimon |
| 2011 (84:e) | Moneyball                    | Stan Chervin (s), Aaron Sorkin (m) och Steven Zaillian (m)                   | Boken Moneyball av Michael Lewis |
| 2011 (84:e) | Tinker, Tailor, Soldier, Spy | Bridget O'Connor (postum nominering) och Peter Straughan                     | Romanen Mullvaden av John le Carré |
| 2012 (85:e) | Argo                         | Chris Terrio                                                                 | Boken The Master of Disguise av Tony Mendez Artikeln "The Great Escape" av Joshuah Bearman |
| 2012 (85:e) | Beasts of the Southern Wild  | Lucy Alibar och Benh Zeitlin                                                 | Pjäsen Juicy and Delicious av Lucy Alibar |
| 2012 (85:e) | Berättelsen om Pi            | David Magee                                                                  | Romanen Berättelsen om Pi av Yann Martel |
| 2012 (85:e) | Du gör mig galen!            | David O. Russell                                                             | Romanen Du gör mig galen! av Matthew Quick |
| 2012 (85:e) | Lincoln                      | Tony Kushner                                                                 | Boken Team of Rivals: The Political Genius of Abraham Lincoln av Doris Kearns Goodwin |
| 2013 (86:e) | 12 Years a Slave             | John Ridley                                                                  | Självbiografin Twelve Years a Slave av Solomon Northup |
| 2013 (86:e) | Before Midnight              | Julie Delpy, Ethan Hawke och Richard Linklater                               | Figurer från filmen Bara en natt, skriven av Richard Linklater och Kim Krizan |
| 2013 (86:e) | Captain Phillips             | Billy Ray                                                                    | Boken A Captain's Duty av Richard Phillips och Stephan Talty |
| 2013 (86:e) | Philomena                    | Steve Coogan och Jeff Pope                                                   | Boken The Lost Child of Philomena Lee av Martin Sixsmith |
| 2013 (86:e) | The Wolf of Wall Street      | Terence Winter                                                               | Självbiografin The Wolf of Wall Street av Jordan Belfort |
| 2014 (87:e) | The Imitation Game           | Graham Moore                                                                 | Boken Alan Turing - Datageni, kodknäckare och gayikon av Andrew Hodges |
| 2014 (87:e) | American Sniper              | Jason Hall                                                                   | Självbiografin American Sniper: Den amerikanska militärens dödligaste prickskytt av Chris Kyle, Scott McEwen och Jim DeFelice. |
| 2014 (87:e) | Inherent Vice                | Paul Thomas Anderson                                                         | Romanen Inneboende brist av Thomas Pynchon |
| 2014 (87:e) | The Theory of Everything     | Anthony McCarten                                                             | Boken Travelling to Infinity: My Life with Stephen av Jane Hawking |
| 2014 (87:e) | Whiplash                     | Damien Chazelle                                                              | Kortfilmen Whiplash, skriven av Damien Chazelle |
| 2015 (88:e) | The Big Short                | Adam McKay och Charles Randolph                                              | Boken The Big Short av Michael Lewis |
| 2015 (88:e) | Brooklyn                     | Nick Hornby                                                                  | Romanen Brooklyn av Colm Tóibín |
| 2015 (88:e) | Carol                        | Phyllis Nagy                                                                 | Romanen Carol av Patricia Highsmith |
| 2015 (88:e) | The Martian                  | Drew Goddard                                                                 | Romanen Ensam på Mars av Andy Weir |
| 2015 (88:e) | Room                         | Emma Donoghue                                                                | Romanen Room av Emma Donoghue |
| 2016 (89:e) | Moonlight                    | Barry Jenkins (m) och Tarell Alvin McCraney (s)                              | Pjäsen In Moonlight Black Boys Look Blue av McCraney |
| 2016 (89:e) | Arrival                      | Eric Heisserer                                                               | Novellen Berättelsen om ditt liv av Ted Chiang |
| 2016 (89:e) | Dolda tillgångar             | Theodore Melfi och Allison Schroeder                                         | Boken Hidden Figures av Margot Lee Shetterly |
| 2016 (89:e) | Fences                       | August Wilson (postum nominering)                                            | Pjäsen Fences av August Wilson |
| 2016 (89:e) | Lion                         | Luke Davies                                                                  | Självbiografin A Long Way Home av Saroo Brierley och Larry Buttrose |
| 2017 (90:e) | Call Me by Your Name         | James Ivory                                                                  | Romanen Call Me by Your Name av André Aciman |
| 2017 (90:e) | The Disaster Artist          | Scott Neustadter och Michael H. Weber                                        | Boken The Disaster Artist av Greg Sestero och Tom Bissell |
| 2017 (90:e) | Logan – The Wolverine        | Scott Frank (m), James Mangold (m/s) och Michael Green (m)                   | Figuren Wolverine, skapad av Roy Thomas, Len Wein och John Romita Sr. |
| 2017 (90:e) | Molly's Game                 | Aaron Sorkin                                                                 | Självbiografin Molly's Game av Molly Bloom |
| 2017 (90:e) | Mudbound                     | Virgil Williams och Dee Rees                                                 | Romanen Mudbound av Hillary Jordan |
| 2018 (91:a) | BlacKkKlansman               | Charlie Wachtel, David Rabinowitz, Kevin Willmott och Spike Lee              | Självbiografin Black Klansman av Ron Stallworth |
| 2018 (91:a) | The Ballad of Buster Scruggs | Joel Coen och Ethan Coen                                                     | Novellerna All Gold Canyon av Jack London, The Gal Who Got Rattled av Stewart Edward White, och novellerna av bröderna Coen |
| 2018 (91:a) | Can You Ever Forgive Me?     | Nicole Holofcener och Jeff Whitty                                            | Självbiografin Can You Ever Forgive Me? av Lee Israel |
| 2018 (91:a) | If Beale Street Could Talk   | Barry Jenkins                                                                | Romanen If Beale Street Could Talk av James Baldwin |
| 2018 (91:a) | A Star Is Born               | Eric Roth, Bradley Cooper och Will Fetters                                   | Filmen En stjärna föds (1954) skriven av Moss Hart, filmen En stjärna föds (1976) skriven av Joan Didion, John Gregory Dunne och Frank Pierson, och en berättelse av Robert Carson och William A. Wellman                                                                                 |
| 2019 (92:a) | Jojo Rabbit                  | Taika Waititi                                                                | Romanen Caging Skies av Christine Leunens |
| 2019 (92:a) | The Irishman                 | Steven Zaillian                                                              | Boken I Heard You Paint Houses av Charles Brandt |
| 2019 (92:a) | Joker                        | Todd Phillips och Scott Silver                                               | Figurer av Bob Kane, Bill Finger och Jerry Robinson |
| 2019 (92:a) | The Two Popes                | Anthony McCarten                                                             | Pjäsen The Pope av Anthony McCarten |
| 2019 (92:a) | Unga kvinnor                 | Greta Gerwig                                                                 | Romanen Unga kvinnor av Louisa May Alcott |

### 2020-talet
| År             | Film                              | Manusförfattare (m) / Synopsis (s)                                                                                 | Förlaga |
| -------------- | --------------------------------- | --- | --- |
| 2020/21 (93:e) | The Father                        | Christopher Hampton och Florian Zeller                                                                             | Pjäsen Le Père av Zeller                                                                                           |
| 2020/21 (93:e) | Borat Subsequent Moviefilm        | Sacha Baron Cohen, Peter Baynham, Jena Friedman, Anthony Hines, Lee Kern, Dan Mazer, Erica Rivinoja och Dan Swimer | Figuren Borat Sagdijev av Baron Cohen                                                                              |
| 2020/21 (93:e) | Nomadland                         | Chloé Zhao | Boken Nomadland av Jessica Bruder                                                                                  |
| 2020/21 (93:e) | One Night in Miami...             | Kemp Powers | Pjäsen One Night in Miami av Powers                                                                                |
| 2020/21 (93:e) | The White Tiger                   | Ramin Bahrani | Romanen Den vita tigern av Aravind Adiga                                                                           |
| 2021 (94:e)    | CODA                              | Sian Heder | Filmen La Famille Bélier, skriven av Victoria Bedos, Thomas Bidegain, Stanislas Carré de Malberg och Éric Lartigau |
| 2021 (94:e)    | Drive My Car                      | Ryusuke Hamaguchi och Takamasa Oe                                                                                  | Novellen Drive My Car från novellsamlingen Män utan kvinnor av Haruki Murakami                                     |
| 2021 (94:e)    | Dune                              | Jon Spaihts, Denis Villeneuve och Eric Roth                                                                        | Romanen Dune av Frank Herbert                                                                                      |
| 2021 (94:e)    | The Lost Daughter                 | Maggie Gyllenhaal                                                                                                  | Romanen The Lost Daughter av Elena Ferrante                                                                        |
| 2021 (94:e)    | The Power of the Dog              | Jane Campion | Romanen The Power of the Dog av Thomas Savage                                                                      |
| 2022 (95:e)    | Women Talking                     | Sarah Polley | Romanen Women Talking av Miriam Toews                                                                              |
| 2022 (95:e)    | Glass Onion: A Knives Out Mystery | Rian Johnson | Karaktärer skapade av Johnson och filmen Knives Out                                                                |
| 2022 (95:e)    | Living                            | Kazuo Ishiguro | Filmen Att leva, skriven av Akira Kurosawa, Shinobu Hashimoto och Hideo Oguni                                      |
| 2022 (95:e)    | På västfronten intet nytt         | Edward Berger, Lesley Paterson och Ian Stokell                                                                     | Romanen På västfronten intet nytt av Erich Maria Remarque                                                          |
| 2022 (95:e)    | Top Gun: Maverick                 | Ehren Kruger (m), Eric Warren Singer (m), Christopher McQuarrie (m), Peter Craig (s) och Justin Marks (s)          | Filmen Top Gun, skriven av Jim Cash och Jack Epps Jr.                                                              |
| 2023 (96:e)    | American Fiction                  | Cord Jefferson | Romanen Erasure av Percival Everett                                                                                |
| 2023 (96:e)    | Barbie                            | Greta Gerwig och Noah Baumbach                                                                                     | Barbie skapad av Mattel                                                                                            |
| 2023 (96:e)    | Oppenheimer                       | Christopher Nolan                                                                                                  | Biografin American Prometheus av Kai Bird och Martin J. Sherwin                                                    |
| 2023 (96:e)    | Poor Things                       | Tony McNamara | Romanen Poor Things av Alasdair Gray                                                                               |
| 2023 (96:e)    | The Zone of Interest              | Jonathan Glazer | Boken The Zone of Interest av Martin Amis                                                                          |
| 2024 (97:e)    | Konklaven                         | Peter Straughan | Romanen Konklaven av Robert Harris                                                                                 |
| 2024 (97:e)    | A Complete Unknown                | James Mangold och Jay Cocks                                                                                        | Boken Dylan Goes Electric! av Elijah Wald                                                                          |
| 2024 (97:e)    | Emilia Pérez                      | Jacques Audiard; i samarbete med Thomas Bidegain, Léa Mysius och Nicolas Livecchi                                  | Librettot Emilia Pérez av Audiard och romanen Écoute av Boris Razon                                                |
| 2024 (97:e)    | Nickel Boys                       | RaMell Ross och Joslyn Barnes                                                                                      | Romanen The Nickel Boys av Colson Whitehead                                                                        |
| 2024 (97:e)    | Sing Sing                         | Greg Kwedar (m/s), Clint Bentley (m/s), Clarence Maclin (s) och John "Divine G" Whitfield (s)                      | Boken The Sing Sing Follies av John H. Richardson och pjäsen Breakin' the Mummy's Code av Brent Buell              |